# Egon Engel
Egon Josef Engel (* 1. Dezember 1918 in Wien; † 11. August 1974 ebenda) war ein österreichischer Eishockeyspieler.

## Karriere
Während seiner Spielerkarriere spielte er ab Februar 1946 für den Wiener EV, mit dessen Mannschaft er 1948 Meister wurde.
International spielte er für die österreichische Eishockeynationalmannschaft bei den Olympischen Winterspielen 1948 und bei der Eishockey-Weltmeisterschaft 1947, wo er mit der Mannschaft die Bronzemedaille gewann.